# Malitbog (Leyte Meridionale)
Malitbog è una municipalità di quarta classe delle Filippine, situata nella provincia di Leyte Meridionale, nella regione di Visayas Orientale.
Malitbog è formata da 37 barangay:
- Abgao
- Asuncion
- Aurora
- Benit
- Caaga
- Cabul-anonan (Pob.)
- Cadaruhan
- Cadaruhan Sur
- Candatag
- Cantamuac
- Caraatan
- Concepcion
- Fatima
- Guinabonan
- Iba
- Juangon
- Kauswagan
- Lambonao
- Mahayahay

- Maningning
- Maujo
- New Katipunan
- Pancil
- Pasil (Pob.)
- Sabang
- San Antonio (Pob.)
- San Isidro
- San Jose
- San Roque
- San Vicente
- Sangahon
- Santa Cruz
- Santo Niño
- Taliwa (Pob.)
- Tigbawan I
- Tigbawan II
- Timba